# Gloster Gauntlet
Gloster Gauntlet – brytyjski, dwupłatowy samolot myśliwski zaprojektowany w latach 30. XX wieku w wytwórni Gloster Aircraft Company. Był to ostatni myśliwiec w służbie Royal Air Force z otwartą kabiną pilota.

## Historia

### Geneza
W 1920 roku szefem biura projektów wytwórni Gloster został utalentowany brytyjski konstruktor Henry Philip Folland. To dzięki jego talentom firma zaprojektowała i zbudowała pierwszy powojenny myśliwiec RAF, Gloster Grebe, przyjęty na uzbrojenie w 1923 roku. Z samolotu Grebe wywodziła się następna maszyna Follanda, Gloster Gamecock. Samolot okazał się skrajnie niestabilny i niewybaczający żadnych błędów pilotom. Z 90 Gamecocków przyjętych na uzbrojenie aż 22 uległy katastrofom. W 1926 roku brytyjskie Air Ministry wydało specyfikacje F.9/26, w której opisano warunki techniczne jakie musi spełniać nowy, dzienno-nocny, jednomiejscowy myśliwiec. Gloster wystartował w konkursie ze swoją nową konstrukcją oznaczoną jako Gloster Goldfinch. W istocie był to wykonany całkowicie z metalu Gamecock. Maszyna była zbyt ciężka, co zaowocowało niewielkim zasięgiem samolotu, a ostatecznym zwycięzcą rywalizacji został Bristol Bulldog. W 1927 roku Air Ministry wydało kolejną specyfikację F.20/27, w której akcent położono na szybkość nowego myśliwca. Zgodnie ze specyfikacją wymagano, aby nowa konstrukcja była zdolna do przechwycenia w możliwie najkrótszym czasie nieprzyjacielskiej maszyny lecącej na wysokości 6000 metrów z prędkością 240 km/h. Tym razem Gloster nie wystawił do konkursu żadnego samolotu, a zwycięzcą rywalizacji został Hawker Fury. Dla Follanda stało się jasne, że kontynuowanie linii rozwojowej Grebe/Gamecock/Goldfinch jest ślepą uliczką i potrzebna jest całkowicie nowa konstrukcja.

### Gloster SS.18
W styczniu 1929 roku w powietrze wzniósł się nowy myśliwiec Glostera oznaczony jako SS.18. Była to całkowicie nowa konstrukcja charakteryzująca się dopracowanym kształtem aerodynamicznym, co istotnie wpłynęło na parametry lotu. Jedyną niewiadomą był rodzaj zastosowanej jednostki napędowej. Początkowo samolot napędzany był 450-konnym silnikiem Bristol Mercury IIA. Jednostka napędowa była na wczesnym etapie opracowywania i dość szybko wymieniono ją na zdecydowanie bardziej niezawodny silnik Bristol Jupiter VIIF o mocy 480 koni. Tak zmodernizowana maszyna otrzymała oznaczenie SS.18A. Jupiter był większy niż Mercury, co negatywnie wpłynęło na charakterystyką aerodynamiczną samolotu. Kolejna zmiana, tym razem na 560-konny silnik Armstrong Siddeley Panther III pozwoliło maszynie przekroczyć prędkość 300 km/h, ale samolot charakteryzował się bardzo długim startem i lądowaniem.

### Gloster SS.19
W 1930 roku Air Ministry wydało kolejną specyfikację F.7/30 opisującą warunki, jakie musi spełniać kolejny nowy myśliwiec. Wymagania stawiane przed nowym samolotem były niezwykle wysokie. Maszyna miała latać z prędkością większą niż 400 km/h, posiadać silne uzbrojenie składające się z czterech karabinów maszynowych, zapewniać pilotowi doskonałą widoczność z kabiny, mieć małą prędkość lądowania, posiadać radiostację i możliwość lotów w dzień i w nocy. Główną nowością był jednak wymóg dotyczący zastosowanego silnika. Air Ministry zażądało, aby jednostką napędową był silnik Rolls-Royce Goshawk z wyparnym systemem chłodzenia. Pomimo tego, że do rywalizacji stanęło osiem firm przedstawiając aż dwanaście projektów, to żaden z nich nie został zaakceptowany. Należało czekać aż do 1934 roku, kiedy to w powietrze wzniósł się Gloster Gladiator, który został zaakceptowany przez RAF w ramach specyfikacji F.7/30. Nim jednak do tego doszło, należało znaleźć rozwiązanie zastępcze. W tym właśnie momencie swoją szansę dostrzegł Folland ze swoim myśliwcem SS.18. W tym czasie ponownie był on napędzany silnikiem Bristol Jupiter VIIF, a sam samolot otrzymał nowe oznaczenie SS.19. Maszyna posiadała aż sześć karabinów maszynowych: dwa kadłubowe oraz cztery zamontowane na zastrzałach skrzydeł. Aby zwiększyć prędkość samolotu Folland usunął karabiny skrzydłowe oraz dodał owiewki na koła główne oraz kółko ogonowe. Tak zmodyfikowana konstrukcja otrzymała oznaczenie SS.19A. Na początku 1933 roku silnik Jupiter zastąpiono lekkim, 536-konnym silnikiem Bristol Mercury VIS. Po zmianie samolot oznaczono jako SS.19B. Po wielokrotnych modernizacjach i poszukiwaniach optymalnych rozwiązań, konstrukcja SS.19B została zaakceptowana przez RAF jako samolot myśliwski spełniający oczekiwania sił powietrznych. Pomimo tego, że prędkość maszyny nadal nie była doskonała, to jednak SS.19B mógł się poszczycić bardzo dobrą prędkością wznoszenia i wysokim pułapem lotu. Aby spełnić wymogi formalne, Air Ministry we wrześniu 1933 roku wydało specyfikację F.24/33, która nie była niczym innym, jak tylko charakterystyką techniczną samolotu SS.19B. Stał się on prototypem nowego myśliwca oznaczonego jako Gloster Gauntlet. We wrześniu 1933 roku zamówiono 24 egzemplarze nowej maszyny. Pierwszy seryjny samolot oblatany został w grudniu 1934 roku, w kwietniu 1935 roku zamówiono kolejne 104 egzemplarze, a w sierpniu tego samego roku następne 100 sztuk.

## Konstrukcja
Gauntlet był dwupłatowym, zastrzałowym, jednomiejscowym samolotem myśliwskim o konstrukcji metalowej krytej płótnem i duraluminium. Pierwsze seryjne samoloty posiadały owiewki na kołach podwozia, usunięto je jednak kiedy okazało się, że we wnętrzu owiewek gromadzi się błoto i trawa blokująca koła w maszynach operujących z lotnisk o nawierzchni gruntowej. Pokryte płótnem dwukomorowe skrzydła z niewielkim wzniosem i z dźwigarami wykonanymi ze stalowych rur. Skrzydła zaopatrzono w lotki szczelinowe (jeden egzemplarz samolotu zaopatrzono w klapy w celu zbadania tego typu rozwiązania). Samolot napędzany był silnikiem Bristol Mercury VI S.2 o mocy 640 KM i dwułopatowym śmigłem (od 1938 roku trzyłopatowym). Gauntlet posiadał dwa zbiorniki paliwa, główny o pojemności 221,5 l oraz dodatkowy o pojemności 82,3 l. Po prawej stronie kabiny pilota umieszczona była chłodnica powierzchniowa chłodząca olej silnikowy. Silnik i zbiorniki paliwa od kabiny pilota oddzielała przegroda ogniowa. Maszyna wyposażona była w radiostację nadawczo-odbiorczą TR.9 H/F. Źródłem prądu dla systemów samolotu była napędzana silnikiem, 500-watowa prądnica. Kadłub o konstrukcji kratownicowej, z tyłu kryty płótnem, przód, wraz z kabiną pilota duraluminium.

## Uzbrojenie
Uzbrojenie strzeleckie stanowiły dwa karabiny maszynowe Vickers kalibru 7,7 mm, zamontowane w kadłubie, strzelające poprzez śmigło. Na dolnych płatach zainstalowano wyrzutniki 20-funtowych bomb (po cztery na płat).

## Służba

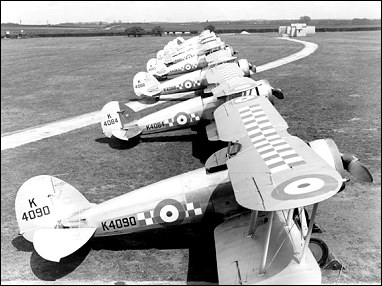
Gauntlet w barwach Royal Air Force

Pierwszą jednostką RAF, która otrzymała Gauntlety był 19 Dywizjon (No. 19 Squadron RAF). Samoloty zaczęły trafiać do dywizjonu w 1935 roku, zastępując używane do tego czasu Bulldogi. 25 maja 1935 roku jednostka osiągnęła gotowość bojową. W maju 1936 roku gotowość osiągnął kolejny wyposażony w Gauntlety 56 Dywizjon (No. 56 Squadron RAF), a w czerwcu tego samego roku 111 Dywizjon (No. 111 Squadron RAF). Do końca 1936 roku maszyny trafiły do dywizjonów 17, 32, 46, 54, 66, 151. W 1937 roku myśliwce weszły w posiadanie nowo powstałych dywizjonów 74, 79, 80 i 213. W 1937 roku RAF zaczął przejmować nowocześniejsze Gladiatory. W 1938 roku Gauntlety były na uzbrojeniu dywizjonów numer 17, 19, 32, 46, 66, 74, 79, 151 i 213. Tuż przed wybuchem II wojny światowej Wielka Brytania rozpoczęła rozbudowywanie na masową skalę ochotniczych dywizjonów RAF (Royal Auxillary Air Force). Trafiły do nich wycofywane z liniowych jednostek sił powietrznych Gauntlety, które pojawiły się w 504., 601., 602., 614. i 615. Dywizjonie. W chwili wybuchu wojny jedynie dwa liniowe dywizjony RAF stacjonujące na Wyspach Brytyjskich posiadały Gauntlety.

### II wojna światowa
Do walki Gauntlety weszły w 1940 roku w Afryce. W lipcu 1940 roku faszystowskie Włochy zaatakowały Sudan. W sierpniu tego samego roku do Chartumu dotarło sześć myśliwców Glostera, utworzyły one samodzielną 430. Eskadrę 47. Dywizjonu. Na terenie Sudanu eskortowały bombowce podczas ich ataków na pozycje Włochów. Podczas działań żaden z samolotów nie został utracony w wyniku zestrzelenia, ale trzy maszyny uległy wypadkom. 7 września jeden z Gauntletów ostrzelał transportowy Caproni Ca.133, maszyna zdołała wylądować, ale na ziemi uległa wypadkowi stając na dziobie. Na początku 1941 roku myśliwce zostały przekazane South African Air Force, gdzie służyły w ramach 1. (No. 1 Squadron SAAF) i 2. Dywizjonu (2 Squadron SAAF) oraz rodezyjskim Royal Rhodesian Air Force. Samoloty weszły w skład 1. dywizjonu, który odbywał służbę na terenie Kenii. Latem 1940 roku osiem Gauntletów z 33. i 112. Dywizjonu RAF trafiło do 3. Dywizjonu (No. 3 Squadron RAAF) Royal Australian Air Force, gdzie brały udział w ćwiczeniach w Północnej Afryce. Na początku 1941 roku na ich miejsce przybyły myśliwce Hawker Hurricane. 9 grudnia 1940 roku Brytyjczycy rozpoczęli operację Compass, której celem było wyparcie Włochów z zajmowanych przez nich pozycji w Egipcie. Przez pierwsze cztery dni walk, Gauntlety prowadziły bombardowania włoskiego zaplecza.

### Dania
W 1935 roku jeden egzemplarz Gauntleta został zakupiony przez duńskie Lotnictwo Wojsk Lądowych (Hærens Flyvertropper). Miał on posłużyć do zapoznania się z technologią produkcji samolotu, którego licencyjna budowa została podjęta w Warsztatach Lotnictwa Wojsk Lądowych. Łącznie wybudowano 16 egzemplarzy Gauntletów, które razem z pierwszą oryginalną maszyną skierowano do Eskadrille 1, której zadaniem była obrona Kopenhagi. W wyniku rutynowych działań podczas pokoju utracono na skutek wypadków pięć maszyn. Przyczyną była wada przestawianego usterzenia pionowego, jej efektem było owych pięć katastrof, w których samoloty rozbiły się podczas wykonywania manewru nurkowania. Po zajęciu Danii przez hitlerowskie Niemcy samoloty trafiły do hangarów, gdzie rozpadły się w wyniku braku konserwacji i upływu czasu. Niektóre źródła podają, iż przejęte przez Niemców Gauntlety posłużyły im do sformowania z nich eskadry bombowców nocnych.

### Finlandia

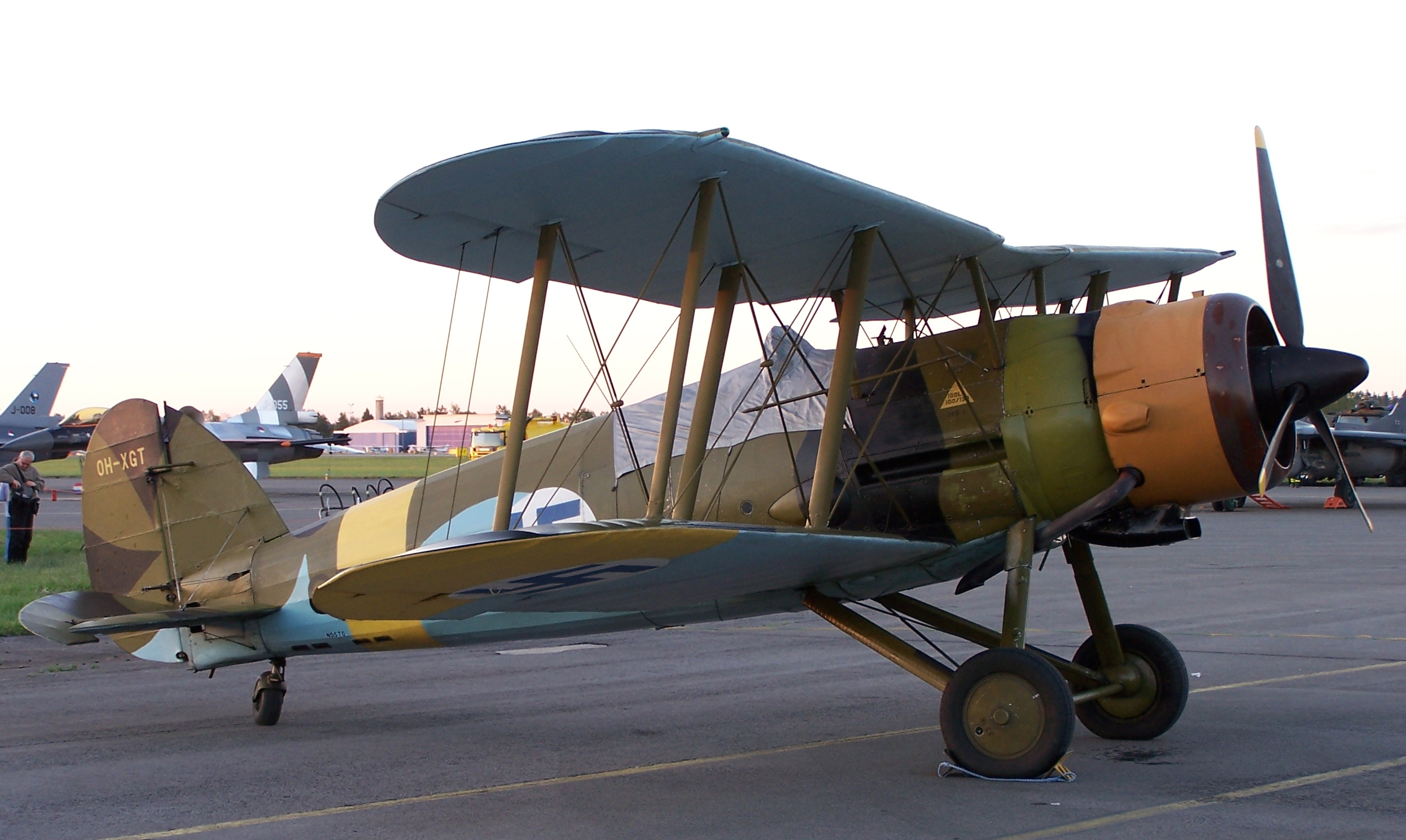
Odrestaurowany fiński Gauntlet

W listopadzie 1939 roku Związek Radziecki zaatakował Finlandię, rozpoczynając wojnę zimową. Swoją pomoc w postaci przekazania sprzętu wojskowego zaoferowały Finom między innymi Szwecja, Wielka Brytania oraz Związek Południowej Afryki, który postanowił wysłać ledwo co zamówione w Wielkiej Brytanii 30 Gauntletów. W styczniu 1940 roku samoloty dotarły drogą morską do Szwecji, gdzie rozpoczęto ich montaż w Centralnych Warsztatach Lotniczych (Centrala Flygverkstanden). Maszyny nie zdążyły wziąć udziału w walkach. Pierwsze myśliwce zaczęły docierać do Finlandii 10 marca, a 13 marca podpisano traktat pokojowy pomiędzy walczącymi stronami. Samoloty rozpoczęły służbę jako maszyny zaawansowanego treningu. W 1945 roku złomowano wszystkie myśliwce, pod koniec lat 70. XX wieku jeden z nich został odrestaurowany i do dziś jest jedynym zachowanym, latającym egzemplarzem Gloster Gauntleta. W Finlandii Gauntlety nazywano Kotletti, czyli kotlet.